# Détroit de Parry
Le détroit de Parry ou canal de Parry est un détroit et canal séparant l'archipel arctique canadien au sud des îles de la Reine-Élisabeth. Il est nommé d'après William Edward Parry.